# کزل جانشیری
کزل جانشیری (نام علمی: Diplotaenia cachrydifolia) یک گونه از سرده کزل از تیرهچتریان است. این سرده یا جنس در ایران دو گونه به نام‌های کزل (نام علمی: Diplotaenia damavandica) و کزل جانشیری دارد. کزل از گیاهان مرتعی و با ارزش دارویی و انحصاری البرز مرکزی است و تا بحال از هیچ نقطه دیگری جمع‌آوری نشده‌است. کزل جانشیری بومی ایران و آناتولی است.